# Louis Weberstedt
Johann Ernst Ludwig (Louis) Weberstedt (* 28. Juni 1811 in Wolferschwenda; † 19. Januar 1882 ebenda) war ein deutscher Landwirt und Politiker.

## Leben
Weberstedt war der Sohn des Landwirts Johann Friedrich Wilhelm Weberstedt und dessen Ehefrau Johanne Henriette geborene Heise. Er war evangelisch-lutherischer Konfession und heiratete am 30. Januar 1831 in Wolferschwenda Johanne Henriette Fleischhauer (* 6. Januar 1806 in Wolferschwenda; † 23. April 1874 ebenda), die Tochter des Anspänners Christian August Gleischhauer. Tilo Weberstedt ist ein Sohn, Moritz Buddensieg ein Cousin.
Weberstedt lebte als Landwirt in Wolferschwenda. Dort war er ab 1860 auch Bürgermeister und Mitglied des Kirchenvorstands.
Vom 17. März 1873 bis zum 31. Dezember 1875 war er Abgeordneter im Landtag des Fürstentums Schwarzburg-Sondershausen. Bei der Reichstagswahl 1871 gehörte er zum Wahlkomitees, dass die Kandidatur des Magbedurger Oberappellationsgerichtsrates Carl Kannengießer (NLP) im Reichstagswahlkreis Fürstentum Schwarzburg-Sondershausen unterstützte.